# Národní řád Čadu
Národní řád Čadu (francouzsky: Ordre national du Tchad) je nejvyšší státní vyznamenání Čadské republiky. Založen byl v roce 1960. Velmistrem řádu je prezident republiky, který má během svého funkčního období jako jediný právo nosit řádový řetěz. Řád je vyobrazen i na státním znaku Čadu.

## Historie
Řád založil dne 12. dubna 1960 čadský prezident François Tombalbaye dekretem №71. Je udílen občanům Čadu i cizím státním příslušníkům za zásluhy o Čad či za dlouholetou příkladnou službu státu.

## Insignie
Řádový odznak má tvar červeně smaltovaného maltézského kříže se zlatým lemováním. Ve středu kříže je kulatý modře smaltovaný medailon se zlatým okrajem. Uvnitř medailonu je zlatá šesticípá hvězda. Na zlatém okraji medailonu je vyrytý nápis REPUBLIQUE DU’TCHAD v horní části a ORDRE NATIONAL ve spodní části. Kříž je položen na zlatý věnec složený ze dvou palmových větví. Zadní strana je matná se smaltovaným kulatým středovým medailonem. Při vnějším okraji je smaltovaný nápis UNITE • TRAVAIL • PROGRES. Uprostřed jsou dvě barevně smaltované čadské vlajky na žerdi na černém pozadí. Ke stuze je odznak připojen prostřednictvím přechodového prvku, který má podobu slona.
Řádová hvězda má podobu shodnou s řádovým odznakem, který je položen na stříbrné osmicípé hvězdě.

Stuha řádu je z hedvábného moaré v citronově žluté barvě se dvěma světle zelenými úzkými pruhy při obou okrajích.

Státní znak Čadu s vyobrazením řádu ve spodní části

## Třídy
Řád je udílen v pěti řádných a v jedné speciální třídě:
- řetěz – Řetěz má právo nosit pouze úřadující prezident republiky.
- velkokříž – Řádový odznak se nosí na široké stuze spadající z ramene na protilehlý bok. Řádová hvězda se nosí nalevo na hrudi. Počet žijících držitelů třídy velkokříže je omezený na 20.[3]
- velkodůstojník – Řádová hvězda se nosí napravo na hrudi.
- komtur – Řádový odznak se nosí na stuze kolem krku. Řádová hvězda této třídě již nenáleží.
- důstojník – Řádový odznak se nosí zavěšený na stuze s rozetou na levé straně hrudi.
- rytíř – Řádový odznak se nosí zavěšený na stuze bez rozety na levé straně hrudi.

řetěz
velkokříž
velkodůstojník
komtur
důstojník
rytíř